# Lariscus hosei
Lariscus hosei је сисар из реда глодара (Rodentia) и породице веверица (Sciuridae).

## Распрострањење
Врста има станиште на острву Борнео у Индонезији и Малезији.

## Станиште
Станишта врсте су шуме и планине. Врста је присутна на подручју острва Борнео у Индонезији.

## Угроженост
Ова врста је на нижем степену опасности од изумирања, и сматра се скоро угроженим таксоном.